# هيكل الحزمة الشعاعية الثانوي
في علم الرياضيات، وخاصة في علم الطوبولوجيا التفاضلية، فإن هيكل الحزمة الشعاعية الثانوي
يشير إلى هيكل الحزمة الشعاعية الطبيعي (TE,p*,TM) الموجود على إجمالي الفضاء TE المخصص لحزمة المماس الخاصة بالحزمة الشعاعية السلسة (E,p,M)، الناتجة عن الدفع الأمامي p*:TE→TM لخريطة الإسقاط الأصلية p:E→M.
في الحالة الخاصة (E,p,M)=(TM,πTM,M)، حيث يكون TE=TTM هو حزمة المماس المزدوجة، والحزمة الشعاعية الثانوية (TTM,(πTM)*,TM) تكون متماثلة مع حزمة المماس
(TTM,πTTM,TM) لـ TM عبر الانعكاس المعياري.

## بناء هيكل الحزمة الشعاعية الثانوية
بفرض أن (E,p,M) هي الحزمة الشعاعية السلسة من الرتبة N. وبما أن الصورة الأصلية (p*)−1(X)⊂TE لأية شعاع مماس X∈TM في معامل الدفع الأمامي p*:TE→TM الخاص بالإسقاط المعياري p:E→M هي تفرع ثانوي متعدد من فئة البُعد 2N، وتصبح مساحة شعاعية مع عوامل الدفع الأمامي
{\displaystyle +_{*}:T(E\times E)\to TE\quad ,\quad \lambda _{*}:TE\to TE}
للإضافة الأصلية والمضاعفة العددية غير الموجهة
{\displaystyle +:E\times E\to E\qquad ,\qquad \lambda :E\to E}
كما هو الحال في عمليات الفضاء الشعاعي. العامل الثلاثي (TE,p*,TM) يصبح حزمة شعاعية سلسة مع وجود عمليات الفضاء الشعاعي على أليافه.

### البرهان
بفرض أن (U,φ) هو نظام إحداثيات محلية على أساس العامل المتشعب M مع φ(x)=(x1,...,xn) وبفرض أن
{\displaystyle \psi :W\to \varphi (U)\times \mathbb {R} ^{N}\quad ;\quad \psi (v^{k}e_{k}|_{x}):=(x^{1},\ldots ,x^{n},v^{1},\ldots ,v^{N})}
يكون نظام إحداثيات على E ومتناسبًا معه. إذن
{\displaystyle p_{*}{\Big (}X^{k}{\frac {\partial }{\partial x^{k}}}{\Big |}_{v}+Y^{\ell }{\frac {\partial }{\partial v^{\ell }}}{\Big |}_{v}{\Big )}=X^{k}{\frac {\partial }{\partial x^{k}}}{\Big |}_{p(v)},}
وبالتالي، فإن ألياف هيكل الحزمة الشعاعية الثانوية عند X∈TxM يكون في صورة
{\displaystyle p_{*}^{-1}(X)={\Big \{}\ X^{k}{\frac {\partial }{\partial x^{k}}}{\Big |}_{v}+Y^{\ell }{\frac {\partial }{\partial v^{\ell }}}{\Big |}_{v}\ {\Big |}\ v\in E_{x}\ ,\ Y^{1},\ldots ,Y^{N}\in \mathbb {R} \ {\Big \}}.}
والآن يتضح أن
{\displaystyle \chi {\Big (}X^{k}{\frac {\partial }{\partial x^{k}}}{\Big |}_{v}+Y^{\ell }{\frac {\partial }{\partial v^{\ell }}}{\Big |}_{v}{\Big )}={\Big (}X^{k}{\frac {\partial }{\partial x^{k}}}{\Big |}_{p(v)},(v^{1},\ldots ,v^{N},Y^{1},\ldots ,Y^{N}){\Big )}}
يعطي تسطيحًا محليًا χ:TW→TU×R2N للقيمة (TE,p*,TM)، وتُقرأ عوامل الدفع الأمامي الخاصة بعمليات الفضاء الشعاعي الأصلية في الإحداثيات المناسبة المُعدلة مثل
{\displaystyle {\Big (}X^{k}{\frac {\partial }{\partial x^{k}}}{\Big |}_{v}+Y^{\ell }{\frac {\partial }{\partial v^{\ell }}}{\Big |}_{v}{\Big )}+_{*}{\Big (}X^{k}{\frac {\partial }{\partial x^{k}}}{\Big |}_{w}+Z^{\ell }{\frac {\partial }{\partial v^{\ell }}}{\Big |}_{w}{\Big )}=X^{k}{\frac {\partial }{\partial x^{k}}}{\Big |}_{v+w}+(Y^{\ell }+Z^{\ell }){\frac {\partial }{\partial v^{\ell }}}{\Big |}_{v+w}}
و
{\displaystyle \lambda _{*}{\Big (}X^{k}{\frac {\partial }{\partial x^{k}}}{\Big |}_{v}+Y^{\ell }{\frac {\partial }{\partial v^{\ell }}}{\Big |}_{v}{\Big )}=X^{k}{\frac {\partial }{\partial x^{k}}}{\Big |}_{\lambda v}+\lambda Y^{\ell }{\frac {\partial }{\partial v^{\ell }}}{\Big |}_{\lambda v},}
وبالتالي، فإن كل واحد من الألياف (p*)−1(X)⊂TE هو مساحة شعاعية، والقيمة الثلاثية (TE,p*,TM) هي الحزمة الشعاعية السلسة.

## الاستقامة الخطية لروابط الحزم الشعاعية
تكون رابطة إيهريزمان العامة
{\displaystyle TE=HE\oplus VE}
على حزمة شعاعية (E,p,M) يمكن وصفها من حيث خريطة الرابط
{\displaystyle \kappa :T_{v}E\to E_{p(v)}\qquad ;\qquad \kappa (X):=\operatorname {vl} _{v}^{-1}(\operatorname {vpr} X),}
حيث vlv:E→VvE هو عامل الرفع الرأسي، وvprv:TvE→VvE يكون الإسقاط الرأسي. ويكون الاقتران
{\displaystyle \nabla :TM\times \Gamma (E)\to \Gamma (E)\quad ;\quad \nabla _{X}v:=\kappa (v_{*}X)}
الناتج عن رابطة إيهريزمان هو المشتق الطردي المتغاير على Γ(E) بمعنى أن
- {\displaystyle \nabla _{X+Y}v=\nabla _{X}v+\nabla _{Y}v}
- {\displaystyle \nabla _{\lambda X}v=\lambda \nabla _{X}v}
- {\displaystyle \nabla _{X}(v+w)=\nabla _{X}v+\nabla _{X}w}
- {\displaystyle \nabla _{X}(\lambda v)=\lambda \nabla _{X}v}
- {\displaystyle \nabla _{X}(fv)=X[f]v+f\nabla _{X}v}

وفقط إذا كانت خريطة الرابط خطية من ناحية هيكل الحزمة الشعاعية الثانوية (TE,p*,TM) على TE. فحينها يُطلق على الرابطة أنها خطية. لاحظ أن خريطة الرابط تكون خطية تلقائيًا مع هيكل حزمة المماس (TE,πTE,E).